# Перебор (музыка)
Перебор (в английском - rolls, fingerpicking) - на бытовом языке, приём игры на гитаре и некоторых других струнных инструментах (например, укулеле), заключающийся в последовательном перебирании струн разными пальцами правой руки (или левой, если гитарист левша). Наиболее часто используется для игры арпеджио, но не ограничивается им. Является частным случаем классической пальцевой техники, совмещая в себе приёмы тирандо и апояндо. Может комбинироваться с другими приёмами - например, легато.
Для удобства, в дальнейшем в статье будет подразумеваться, что гитарист - правша.

## Применение на гитаре

### Перебор пальцами
В наиболее распространённом виде, перебор на шестиструнной гитаре играется четырьмя пальцами правой руки. Каждой струне соответствует конкретный палец: щипок первой струны (самой тонкой) осуществляет безымянный, второй струны - средний, третьей струны - указательный, а по басовым струнам ударяет большой палец. С помощью этих щипков звук извлекается последовательно с разных струн. Мизинец обычно не используется в переборе (однако, это не отменяет возможность его использования в некоторых особых стилях). Левая рука при этом зажимает какой-либо аккорд или любое другое сочетание нот; могут использоваться также открытые (не зажатые) струны. В большинстве случаев является ошибкой играть всю конструкцию перебора на гитаре одним пальцем, т.к. это ведёт к существенному снижению возможной скорости и удобства. Однако, возможны исключения в силу специфичности стиля игры конкретного музыканта или произведения.
Стоит учитывать, что данное использование пальцев не является фиксированным и может изменяться в зависимости от играемого произведения и типа гитары (шестиструнная, семиструнная, восьмиструнная). Однако, принцип всегда остаётся прежним - большой палец играет бас (если необходимо), а остальные перебирают другие струны.
Существует множество различных комбинаций чередования струн при игре перебором, выбор которых зависит от произведения или стиля музыканта. Зачастую используется чередование не только первых трёх струн, но и басовых.

### Перебор с использованием медиатора
Возможно играть перебор с использованием медиатора. В этом случае удары медиатором заменяют собой удары большого пальца, а остальные, свободные от медиатора пальцы, осуществляют перебор обычным методом. Зачастую данная техника используется не как самостоятельная, а как дополнение одной из медиаторных техник.
Однако, необходимо иметь в виду, что при "переборе" всех необходимых струн с использованием только медиатора и без использования пальцев, понятие перебор заменяется понятиями переменный штрих, даунстрок или свип (в зависимости от направления ударов медиатором).

## Перебор в нотации
Обозначение перебора в нотации соответствует нотации классической пальцевой техники, где около необходимых нот указывается буква, соответствующая пальцу, которым необходимо эту ноту сыграть:
- p – большой
- i – указательный
- m – средний
- a – безымянный
- c (устаревший вариант - e) – мизинец

В упрощённом виде пальцы могут обозначаться так:
- Б – большой
- 1 – указательный
- 2 – средний
- 3 – безымянный

## Отличие перебора от арпеджио
Не стоит путать перебор с арпеджио, несмотря на частые случаи отождествления этих понятий в русском языке, так как арпеджио - способ игры, подразумевающий последовательное извлечение звуков аккорда, а перебор - конкретный приём, позволяющий играть как арпеджио, так и любые другие сочетания звуков. Кроме перебора, арпеджио может быть сыграно и другими техниками - например, свип, переменный штрих или тэппинг. Зачастую, перебор совмещает в себе игру арпеджио одновременно с игрой мелодии и басовой линии (например, романс Гомеса).